# Simona Rybáková
Simona Rybáková (* 8. května 1963 Praha) je česká kostýmní výtvarnice tvořící v oblasti filmu, televize, divadla, tance, reklamy, eventů, site specific a tanečních a výtvarných akcí. Za kostýmy k filmům Tři bratři a Milada získala Českého lva.

## Životopis
V letech 1977–1981 studovala Střední školu uměleckoprůmyslovou a poté mezi roky 1985–1991 Vysokou školu uměleckoprůmyslovou v Praze (M.A.), University of Industrial Arts v Helsinkách (1990), RISD Providence – USA (1996), DAMU v Praze (2007–2013, Ph.D.).[zdroj⁠?!]
Od absolvování VŠUP pracovala na volné noze nejprve jako textilní výtvarnice, později ke své profesi přidala kostýmní tvorbu. Díky oborově širšímu vzdělání a zkušenostem z divadelně taneční skupiny Baletní jednotka Křeč (jíž byla zakládající členkou), pracuje v mnoha oblastech kostýmní tvorby.
Se souborem Baletní jednotka Křeč a jeho zakladateli Michalem a Šimonem Cabany je  spojeno velké množství jejích divadelních, televizních i filmových realizací. Stejně tak je tomu v případě spolupráce s Jiřím Nekvasilem a Danielem Dvořákem nejprve pro Operu Mozart, později Státní operu a Národní divadlo v Praze. Kostýmní návrhy vytvořila též pro inscenace režisérů Ladislava Smočka, Nathana Datnera, Juraje Herze,  Davida Drábka, Jiřího Havelky, Skutr aj. v divadlech v Praze, Brně, Ostravě, Plzni, Hradci Králové, Oslu, Essenu, Wroclavi.
Spolupracovala s režiséry, jakými byli Věra Chytilová, Cabani, Jan Svěrák, Petr Nikolaev, Juraj Herz, Jaroslav Brabec, Andrea Sedláčková, Lucie Bělohradská, David Mrnka či Ivan Zachariáš.
Od roku 1983 pravidelně vystavuje své práce na samostatných i kolektivních výstavách v Česku a v dalších evropských zemích, Asii a Severní a Jižní Americe.
Její pedagogickou činnost reprezentují přednášky a workshopy na University of Nebraska, University of Kansas, Ohio State University, University of Rio de Janeiro, Senac Sao Paulo, Aalto University Helsinki, DAMU, FAMU, JAMU a Umprumu.

## Ocenění
- Swarowski Award 1995
- Zlatá medaile za design textilu na Mezinárodním veletrhu Brno 1995
- Hlavní cena Zlatá triga za kolektivní českou expozici PQ 1999
- Zvláštní cena za výtvarnou stránku tanečního videa KusPoKusu na Mezinárodním televizním festivalu Zlatá Praha 1999 a na Dance Screen Kolín nad Rýnem 1999
- Hlavní cena za kostýmy na World stage design 2013 Cardiff
- Bronzová medaile za kostýmy na World stage design 2017 Taipei
- Award of excelence – ISTAN 2018 (International Stage Art Network) Peking
- Český lev za nejlepší kostýmy ve filmu Tři bratři 2014, Milada 2017
  - Nominace za nejlepší kostýmy (...a bude hůř 2007, Fair Play 2014, Americké dopisy 2015, Pustina 2016, , Po strništi bos 2017, Zlatý podraz 2018, Bez vědomí 2019)

## Členství v organizacích
- Mezinárodní organizace divadelníků OISTAT (1997–2007 členka exekutivního výboru, 2001–2011 presidentka českého centra, od 2015 vedoucí kostýmní subkomise)
- Evropská filmová akademie
- Česká filmová a televizní akademie.
- Poradní sbor časopisu "Studies in Costume and Performance" nakladatelství INTELLECT
- Critical Costume – člen Steering Group
- Poradní sbor Uměleckoprůmyslového muzea Praha

## Opera – výběr
- W. A. Mozart: Kouzelná flétna – Opera Mozart Praha ve Stavovském divadle, režie: Jiří Nekvasil, 1992
- W. A. Mozart: Don Giovanni – Opera Mozart Praha ve Stavovském divadle, režie: Jiří Nekvasil, 1997
- E. F. Burian: Bubu z Montparnasu – Státní opera Praha, režie: Jiří Nekvasil, 1999
- Isaac Steiner: Dorian Grey – Státní opera Praha, režie: Nathan Datner, 2000
- Alexander von Zemlinsky: Es war einmal – Státní opera Praha, režie: Jiří Nekvasil, 2000
- Trygve Madsen: Cirkus Terra – Státní opera Praha a Oslo, režie: Jiří Nekvasil, 2002
- Leoš Janáček: Příhody lišky Bystroušky – Národní divadlo Praha, režie: Cabani, 2002
- John Adams: Smrt Klinghoffera – Národní divadlo Praha, režie: Jiří Nekvasil, 2003
- Leonard Bernstein: Candide – Státní opera Praha, režie: Cabani, 2006
- Leoš Janáček: Výlety pana Broučka – Národní divadlo moravskoslezské Ostrava, režie: Skutr, 2014

- Bedřich Smetana: Prodaná nevěsta – Opera Essen, režie: Skutr, 2017

- Bohuslav Martinů: Julietta – Národní divadlo moravskoslezské Ostrava, režie: Skutr, 2019

## Činohra – výběr
- Ludvík Kundera: Ptákovina – Činoherní klub Praha, režie: Ladislav Smoček, 2008
- David Drábek: Jedlíci čokolády – Klicperovo divadlo Hradec Králové, režie: David Drábek, 2011
- Jozef Hanzlík – Jan Drbohlav: Deváté srdce – Národní divadlo Praha, režie: Juraj Herz, 2011
- J. P. Beaumarchais: Figarova svatba – Klicperovo divadlo Hradec Králové, režie: David Drábek, 2011
- David Drábek: Koule – Klicperovo divadlo Hradec Králové, režie: David Drábek, 2012
- Wiliam Shakespeare: Richard III. – Klicperovo divadlo Hradec Králové, režie: David Drábek, 2012
- Julius Machulski: Sexmise – Klicperovo divadlo Hradec Králové, režie: Šimon Caban 2012
- František Tománek: Kakadu – Dejvické divadlo Praha, režie : Jiří Havelka, 2014
- A.S. Puškin: Evžen Oněgin – Klicperovo divadlo Hradec Králové, režie: Skutr, 2015
- Boris Vian: Pěna dní – Klicperovo divadlo Hradec Králové, režie: Skutr, 2016
- A.P. Čechov: Racek – Divadlo v Dlouhé Praha, režie:Skutr, 2017
- Václav Havel: Dopisy Olze – Divadlo v Dlouhé, režie: Skutr, 2018
- Cabani: Bond / Medea – Studio Dva Praha, režie: Cabani, 2019
- K. J. Erben: Kytice – Národní divadlo Praha, režie: Skutr, 2019
- H. CH. Andersen, Skutr:  Jak je ten svět velký – Divadlo loutek Wroclav, režie: Skutr, 2020

## Taneční a hudební projekty – výběr
- Cabani: TV 20.10 „Pravě tady!“ – Baletní jednotka Křeč, Branické divadlo Praha, režie: Cabani, 1984
- Cabani: Baletní jednotka Křeč na laguně Varadero – Branické divadlo Praha, režie: Cabani, 1986
- Show Tomáše Tracyho – Baletní jednotka Křeč a Laura a její tygři, Paláci kultury Praha, režie: Cabani, 1989
- Simona Rybáková a Ida Saudková: Fešnšou ze sekndhendu – Klub Belmondo, režie: Cabani, 1995
- Cabani: Corpusex máchiňa – Baletní jednotka Křeč pro Festival 4+4 dny v pohybu v hale ČKD Karlín Praha, režie: Cabani, 1999
- Janek Ledecký: Galileo – Divadlo Kalich Praha, režie: Šimon Caban, 2003
- Jozef Fruček – Linda Kapetanea: Holding Fast – Divadlo Ponec Praha, režie: Josef Fruček, 2007
- Jozef Fruček – Linda Kapetanea: 100 Wounder Tears – Divadlo Ponec Praha, režie: Josef Fruček 2009
- Šimon Caban – Aleš Březina: Muchova epopej – Městské divadlo Brno, režie: Šimon Caban, 2010
- Antoine de Saint – Exupery: Malý princ – Divadlo studio Dva Praha, režie: Šimon Caban, 2018
- Miloš Macourek: Saxana – Divadlo studio Dva Praha, režie: Šimon Caban, 2019
- Lenka Vagnerová a kol.: Panopticum – Divadlo Komedie Praha, režie: Lenka Wagnerová 2019
- Jan Kodet, Skutr: Bon apetit – Národní divadlo Praha, režie: Skutr 2020

## Filmy a TV – výběr
- Šašek a královna (spolu s Terezou Kučerovou) – Filmové studio Barrandov, režie: Věra Chytilová, 1988
- Pražská 5 – Filmové studio Barrandov, režie: Tomáš Vorel, 1988
- Kouř – Filmové studio Barrandov, režie: Tomáš Vorel, 1990
- Don Gio – Česká televize Praha, režie: Cabani, 1992
- KusPoKusu – Česká televize Praha, režie: Cabani, 1998
- Pasáž – Etamp Praha, režie: Juraj Herz, 1996
- Postel – Etamp Praha, režie: Oskar Reif, 1998
- ...a bude hůř.. – První veřejnoprávní Praha, režie: Petr Nikolaev, 2005
- Vratné lahve – Biograf Praha, režie: Jan Svěrák, 2006
- Hraběnky – Česká televize Praha, režie: Jaroslav Brabec, 2006
- Habermannův mlýn – Oko filmproduction, režie: Juraj Herz, 2009
- Post Bellum – Česká televize Praha, režie: Jaroslav Brabec, 2009
- Lidice – Ufo pictures, režie: Petr Nikolaev, 2010
- Fairplay – Negativ Praha, režie: Andrea Sedláčková, 2013
- Nosferatu in Love – Bonafidefilms, režie: Peter Strautham, 2013
- Případ pro rybáře – Česká televize Praha, režie: Lucie Bělohradská, 2013
- Tři bratři – Biograf Praha, režie: Jan Svěrák, 2014
- Americké dopisy – Česká televize Praha, režie: Jaroslav Brabec, 2014
- Pustina – HBO, Nutproduction , Etamp, režie : Ivan Zachariáš a Alice Nellis, 2016

- Milada – Loaded Vision, Netflix, režie: David Mrnka, 2017
- Po strništi bos – Biograf Praha, režie: Jan Svěrák, 2017
- Zlatý podraz – Buc film, režie: Radim Špaček, 2018
- Bez vědomí – HBO, Etamp, režie: Ivan Zachariáš, 2019

## Výstavy a akce – výběr
- 1983 – Akce Dílo – Praha,
- 1986 – Konfrontace – Praha, Svárov
- 1989 – 10 pražských grafiků – Holme, Aarhus–Dánsko
- 1990 – EXEMPLA 90 – Mnichov–Německo
- 1990 – Cesta k postmodernismu – Uměleckoprůmyslové muzeum, Praha
- 1990 – Talent Börsehandwerk – Mnichov–Německo
- 1990 – Cesta k postmodernismu – Uměleckoprůmyslové muzeum, Praha
- 1990 – Š + S, Od soutoku k ústí – (spolu se Šimonem Cabanem), Aarhus–Dánsko
- 1991 – 1985 – 1991 – koberce, látky, šperky, sochy, kresby... Galerie D, Praha.
- 1993 – Trienale textilu Tournal, Francie
- 1994 – Salon české scénografie – Valdštejnská jízdárna Praha
- 1994 – Galerie Červená tráva, Praha
- 1997 – Asia Scenography Tokyo, Japonsko
- 1999 – Pražské Quadriennale
- 2000 – Metafora a Ironie – český scénický a kostýmní návrh 1920 – 1999, Ohio, Texas, Kansas–USA
- 2008 – Proměny – ženy scénografky – Praha
- 2009 – Simona Rybáková – Galerie Cheb
- 2013 – WSD (World stage design) Cardiff – Velká Británie
- 2015 – Critical costume exhibition – Helsinki,Finland
- 2017 – WSD (World stage design) Taipei – Taiwan
- 2018 – ISTAN (International stage art network) Peking – Čína
- 2020 – Critical costume exhibition – Oslo, Norway